# Boris Novković

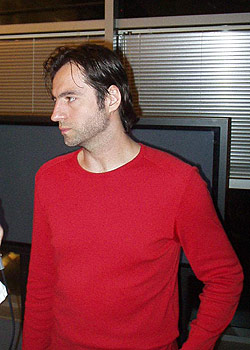
Boris Novković (2004)

Boris Novković (* 25. Dezember 1967 in Sarajevo, Jugoslawien) ist ein kroatischer Sänger und Komponist.

## Leben
Novković wurde als Sohn des Komponisten Đorđe Novković und der Musiklehrerin Ozena Novković geboren. Im Alter von zwölf bis 15 Jahren spielte der heutige Sänger als Mitglied des Junior Fußballclubs Dinamo Zagreb Fußball.
Boris Novković ist in 2. Ehe mit Lucija verheiratet und lebt in Zagreb.

## Karriere
Bereits 1986 mit 18 Jahren veröffentlichte er sein erstes Album namens Kuda idu izgubljene djevoke (Tamara), benannt nach seiner ersten Hitsingle, die Boris selbst geschrieben und komponiert hat. Sowohl das Album mit 120.000 verkauften Exemplaren als auch Single avancierten zum Erfolg und verhalfen dem Sänger zum musikalischen Durchbruch im damaligen Jugoslawien.
Nur ein Jahr später erschien Novkovićs zweites Studioalbum Jači od sudbine, produziert von Niksa Bratos. Das Album übertraf den Erfolg des Vorgängers, mit 160.000 verkauften Exemplaren ist es auch das bis dato kommerziell erfolgreichste Album des Sängers. Dabei wurden besonders die Singleauskopplungen Plakat ću sutra und Da te nisam ljubio ein Hit.
1988 erschien das dritte Album mit dem Titel Dok svira radio. Die gleichnamige Single war dabei wieder erfolgreich.
Im Jahre 1999 war der Sänger für den wichtigsten kroatischen Musikpreis Zlatna Ptica in der Kategorie Bester Künstler nominiert.
2002 gewann er den Musikpreis Kristalna gitara, verliehen von Croatia Records, für über 500.000 verkaufte Alben in der Zeit zwischen 1986 und 2002.

## Eurovision Song Contest
Boris Novković nahm mehrfach sowohl an der jugoslawischen als auch später an der kroatischen Vorentscheidung ("DORA") zum Eurovision Song Contest teil.
1. Teilnahme als Sänger 1990: Titel "Dajana"
2. Teilnahme als Komponist 1991: Titel "Marina", Sänger Tony Cetinski
3. Teilnahme als Sänger und Komponist 1994: Titel "Emily"
4. Teilnahme als Sänger und Komponist 1995: Titel "Pjesma moja to si ti"
5. Teilnahme als Komponist 1996: Titel "Uvijek ti", Sänger Erwin
6. Teilnahme als Sänger und Komponist 2000:Titel "Oprostit čemo sve"
7. Teilnahme als Sänger und Komponist 2002: Titel "Elois"
8. Teilnahme als Sänger und Komponist 2005: Titel "Vukovi umiru sami"
9. Teilnahme als Komponist 2006: Titel "Moja štikla", Sängerin Severina

In den Jahren 2005 und 2006 qualifizierte Boris Novković sich für die Teilnahme am internationalen Wettbewerb, 2005 belegte er im Semifinale den 4. Platz, im Finale den 11. Platz.
Für die DORA 2009 reichte Novković den Titel Raduj se ein, zog ihn aber wenig später aus dem Wettbewerb zurück, da er keine passenden Sänger fand. Im Mai 2009 veröffentlichte Novković diesen Titel als Nek se raduje im Duett zusammen mit Tony Cetinski.

## Diskografie

### Alben
| Jahr | Titel                                              | Deutsche Übersetzung                   | Anmerkungen                                          |
| ---- | -------------------------------------------------- | -------------------------------------- | ---------------------------------------------------- |
| 1986 | Kuda idu izgubljene djevojke... Erstes Studioalbum | Wohin verlorene Mädchen gehen...       |                                                      |
| 1987 | Jači od sudbine Zweites Studioalbum                | Stärker als das Schicksal              |                                                      |
| 1988 | Dok svira radio Drittes Studioalbum                | Solange das Radio spielt               |                                                      |
| 1989 | Obojeni snovi Viertes Studioalbum                  | Angemalte Träume                       |                                                      |
| 1991 | 100x Fünftes Studioalbum                           | 100x                                   |                                                      |
| 1993 | Struji struja Sechstes Studioalbum                 | Es fließt Strom                        |                                                      |
| 1995 | U dobru i u zlu Siebtes Studioalbum                | Im Guten wie im Schlechten             |                                                      |
| 1997 | Sve gubi sjaj bez ljubavi Achtes Studioalbum       | Ohne Liebe verliert alles seinen Glanz |                                                      |
| 1999 | Branim se Neuntes Studioalbum                      | Ich verteidige mich                    |                                                      |
| 2000 | Direkt Zehntes Studioalbum                         | Direkt                                 |                                                      |
| 2002 | ’Ko je kriv Elftes Studioalbum                     | Wer ist Schuld                         |                                                      |
| 2004 | Ostvaren san Zwölftes Studioalbum                  | Erfüllter Traum                        | Album zum ESC-Beitrag Vukovi umiru sami · HR: Silber |
| 2008 | Zapisan u tebi Dreizehntes Studioalbum             | In dir geschrieben                     |                                                      |
| 2011 | Via ljubav Vierzehntes Studioalbum                 | Durch Liebe                            |                                                      |
| 2014 | Još sam uvijek tvoj Fünfzehntes Studioalbum        | Ich gehöre immer noch dir              |                                                      |
| 2021 | Gori Ulica Sechszehntes Studioalbum                | –                                      |                                                      |

### Live-Alben / Kompilationen
| Jahr | Titel                                        | Deutsche Übersetzung | Anmerkungen                                    |
| ---- | -------------------------------------------- | -------------------- | ---------------------------------------------- |
| 1995 | The Best Of Erstes Best-Of-Album             | –                    | Kompilation zur zehnjährigen Karriere          |
| 2003 | The Best Of: 1995-2003 Zweites Best-Of-Album | –                    |                                                |
| 2007 | Mojih prvih 20 Live Live-Album               | Meine ersten 20 Live | Album zum Konzert zum zwanzigjährigen Jubiläum |

### Singles (Auswahl)
- 1986: Kuda idu izgubljene djevojke (Tamara)
- 1988: Dok svira radio
- 1989: Ne vjerujem tvojim usnama
- 1989: Što je s princezom moje vrele mladosti
- 1995: U Dobru I Zlu
- 1997: Daleko (mit Kemal Monteno)
- 1999: Prodala me ti
- 2002: ’Ko je kriv
- 2002: Elois
- 2004: Malo Nas Je Al’ Nas Ima
- 2005: Vukovi umiru sami (mit Lado members)